# Половина, Елена Васильевна
Елена Васильевна Полови́на (род. 14 декабря 1979, Таганрог, Ростовская область) — международный арбитр ФИДЕ (2019), Спортивный судья всероссийской категории, инструктор ФИДЕ (2021), член квалификационной комиссии ФИДЕ, заместитель председателя судейско-квалификационной комиссии ФШР.
Главный арбитр суперфиналов чемпионата России по шахматам среди мужчин и женщин (2023, 2019); заместитель главного арбитра суперфиналов чемпионата России по шахматам (2021). Заместитель главного арбитра женских чемпионатов мира по рапиду и блицу (2023); арбитр женских чемпионатов мира по рапиду и блицу (2019, 2018); в том числе командного (2018). Заместитель главного арбитра женского кубка мира (2021). Арбитр Кубка мира (2023). Главный арбитр спортивных игр БРИКС по шахматам (2024). Неоднократный главный арбитр юношеских чемпионатов России.

## Биография
Родилась в городе Таганроге. Отец — Половина Василий Александрович, лётчик-инженер, штурман наведения в отставке; имеет первый разряд по шахматам и является шахматным арбитром первой категории.
По образованию — учитель английского и немецкого языков. Работала в г. Таганроге в МАО СОШ № 10 педагогом дополнительного образования в рамках Шахматного Всеобучения. Основатель шахматной школы «Таганрог Чесс Тайм».
С сентября 2014 года — председатель судейско-квалификационной комиссии Шахматной федерации Ростовской области. С ноября 2014 года — президент Шахматной федерации города Таганрога.
С декабря 2016 года — член судейско-квалификационной комиссии Российской Шахматной Федерации, куратор по ЮФО. C июля 2019 года — международный арбитр ФИДЕ.
Имеет звание мастера ФИДЕ среди женщин.